# EuroBasket de 1946
O EuroBasket 1946 também conhecido por FIBA Campeonato Europeu de 1946 foi a quarta edição do evento organizado pela FIBA Europa, sucursal europeia da FIBA, novamente sediado em Genebra na Suíça.

## Fase de Grupos

### Grupo A
| # | Seleção    | J | V | D | P+  | P-  | SP   |
| - | ---------- | - | - | - | --- | --- | ---- |
| 1 | Itália     | 3 | 3 | 0 | 152 | 71  | 81   |
| 2 | Hungria    | 3 | 2 | 1 | 113 | 70  | 43   |
| 3 | Polónia    | 3 | 1 | 2 | 91  | 102 | -11  |
| 4 | Luxemburgo | 3 | 0 | 3 | 53  | 166 | -113 |

| 30 de abril 15:00 | Relatório | Polónia      | 45–28 | Luxemburgo  |  | Centre sportif du Bout-du-Monde, Genebra Árbitros: Frederic Raedle (SUI) e Elie Archibaldi (FRA) |  |
| 30 de abril 15:00 | Relatório | Pts: Stok 18 |       | Pts: Kohn 8 |  | Centre sportif du Bout-du-Monde, Genebra Árbitros: Frederic Raedle (SUI) e Elie Archibaldi (FRA) |  |

| 30 de abril 22:30 | Relatório | Itália            | 39–31 | Hungria         |  | Centre sportif du Bout-du-Monde, Genebra Árbitros: Germain Bounaix (FRA) |  |
| 30 de abril 22:30 | Relatório | Pts: Stefanini 21 |       | Pts: Vadaszi 11 |  | Centre sportif du Bout-du-Monde, Genebra Árbitros: Germain Bounaix (FRA) |  |

| 1 de abril 20:30 | Relatório | Polónia           | 25–40 | Itália            |  | Centre sportif du Bout-du-Monde, Genebra Árbitros: Marcel Pfeut (SUI) Jan Osusky (TCH) |  |
| 1 de abril 20:30 | Relatório | Pts: Smigielski 9 |       | Pts: Fagarazzi 15 |  | Centre sportif du Bout-du-Monde, Genebra Árbitros: Marcel Pfeut (SUI) Jan Osusky (TCH) |  |

| 1 de maio 16;30 | Relatório | Luxemburgo    | 10–48 | Hungria        |  | Centre sportif du Bout-du-Monde, Genebra Árbitros: Frederic Raedle (SUI) e Germain Bounaix (FRA) |  |
| 1 de maio 16;30 | Relatório | Pts: Linck 10 |       | Pts: Velkei 12 |  | Centre sportif du Bout-du-Monde, Genebra Árbitros: Frederic Raedle (SUI) e Germain Bounaix (FRA) |  |

| 2 de maio 15:00 | Relatório | Itália          | 73–15 | Luxemburgo   |  | Centre sportif du Bout-du-Monde, Genebra Árbitros: Marcel Pfeuti (SUI) e Edmond Bigot (FRA) |  |
| 2 de maio 15:00 | Relatório | Pts: Bocciai 24 |       | Pts: Linck 6 |  | Centre sportif du Bout-du-Monde, Genebra Árbitros: Marcel Pfeuti (SUI) e Edmond Bigot (FRA) |  |

| 2 de maio 15:00 | Relatório | Polónia      | 21–34 | Hungria        |  | Centre sportif du Bout-du-Monde, Genebra |  |
| 2 de maio 15:00 | Relatório | Pts: Stok 10 |       | Pts: Nemeth 16 |  | Centre sportif du Bout-du-Monde, Genebra |  |

### Grupo B
| # | Seleção       | J | V | D | P+  | P-  | SP  |
| - | ------------- | - | - | - | --- | --- | --- |
| 1 | França        | 2 | 2 | 0 | 112 | 29  | 82  |
| 2 | Países Baixos | 2 | 1 | 1 | 66  | 74  | -8  |
| 3 | Inglaterra    | 2 | 0 | 2 | 38  | 113 | -75 |

| 30 de abril 16:00 | Relatório | Inglaterra         | 27–48 | Países Baixos       |  | Centre sportif du Bout-du-Monde, Genebra Árbitros: Marcel Pfeuti (SUI) |  |
| 30 de abril 16:00 | Relatório | Pts: Thrift-Lee 10 |       | Pts: van Someren 11 |  | Centre sportif du Bout-du-Monde, Genebra Árbitros: Marcel Pfeuti (SUI) |  |

| 1 de maio 15:30 | Relatório | Inglaterra    | 11–65 | França           |  | Centre sportif du Bout-du-Monde, Genebra Árbitros: François Van der Perren (BEL) e Witold Szeremeta (POL) |  |
| 1 de maio 15:30 | Relatório | Pts: Weston 4 |       | Pts: Duperray 13 |  | Centre sportif du Bout-du-Monde, Genebra Árbitros: François Van der Perren (BEL) e Witold Szeremeta (POL) |  |

| 02 de Maio 19:45 | Relatório | França           | 47–18 | Países Baixos   |  | Centre sportif du Bout-du-Monde, Genebra Árbitros: Frederic Raedle (SUI) |  |
| 02 de Maio 19:45 | Relatório | Pts: Lesmayoux 8 |       | Pts: van Laar 6 |  | Centre sportif du Bout-du-Monde, Genebra Árbitros: Frederic Raedle (SUI) |  |

### Grupo C
| # | Seleção        | P | V | D | P+ | P- | SP  |
| - | -------------- | - | - | - | -- | -- | --- |
| 1 | Checoslováquia | 2 | 2 | 0 | 58 | 50 | 8   |
| 2 | Suíça          | 2 | 1 | 1 | 50 | 43 | 7   |
| 3 | Bélgica        | 2 | 0 | 2 | 56 | 71 | -15 |

| 30 de abril 21:30 | Relatório | Checoslováquia | 20–17 | Suíça        |  | Centre sportif du Bout-du-Monde, Genebra Árbitros: Vittorio Ugolini (ITA) |  |
| 30 de abril 21:30 | Relatório | Pts: Bobocky 7 |       | Pts: Bossy 4 |  | Centre sportif du Bout-du-Monde, Genebra Árbitros: Vittorio Ugolini (ITA) |  |

## Fase Final

### Decisão de 7º Lugar
| 4 de Maio 17:15 | Relatório | Bélgica      | 42–11 | Luxemburgo    |  | Centre sportif du Bout-du-Monde, Genebra Árbitros: Witoldi Szeremeta (POL) |  |
| 4 de Maio 17:15 | Relatório | Pts: Baert 8 |       | Pts: Heyart 3 |  | Centre sportif du Bout-du-Monde, Genebra Árbitros: Witoldi Szeremeta (POL) |  |

### Decisão de 5º Lugar
| 4 de Maio 16:00 | Relatório | Países Baixos   | 25–36 | Suíça         |  | Centre sportif du Bout-du-Monde, Genebra Árbitros: Egidio Ghirimoldi (ITA) e Edmond Bigot (FRA) |  |
| 4 de Maio 16:00 | Relatório | Pts: van Laar 7 |       | Pts: Wohler 8 |  | Centre sportif du Bout-du-Monde, Genebra Árbitros: Egidio Ghirimoldi (ITA) e Edmond Bigot (FRA) |  |

### Decisão do 3º Lugar
| 4 de Maio 21:30 | Relatório | Hungria        | 38–32 | Itália           |  | Centre sportif du Bout-du-Monde, Genebra Árbitros: Jan Osusky (TCH) |  |
| 4 de Maio 21:30 | Relatório | Pts: Nemeth 14 |       | Pts: Duperray 15 |  | Centre sportif du Bout-du-Monde, Genebra Árbitros: Jan Osusky (TCH) |  |

### Grande Final
| 4 de Maio 21:30 | Relatório | Checoslováquia  | 34–32 | Itália           |  | Centre sportif du Bout-du-Monde, Genebra Árbitros: Marcel Pfeut (SUI) e François Van der Perren (BEL) |  |
| 4 de Maio 21:30 | Relatório | Pts: Krepela 13 |       | Pts: de Nardus 9 |  | Centre sportif du Bout-du-Monde, Genebra Árbitros: Marcel Pfeut (SUI) e François Van der Perren (BEL) |  |

## Classificação
| #  | Seleção        | J | V-D |
| -- | -------------- | - | --- |
| 1  | Checoslováquia | 4 | 4-0 |
| 2  | Itália         | 5 | 4-1 |
| 3  | Hungria        | 5 | 3-2 |
| 4  | França         | 4 | 2-2 |
| 5  | Suíça          | 3 | 2-1 |
| 6  | Países Baixos  | 3 | 1-2 |
| 7  | Bélgica        | 4 | 2-2 |
| 8  | Luxemburgo     | 5 | 1-4 |
| 9  | Polónia        | 5 | 2-3 |
| 10 | Inglaterra     | 4 | 0-4 |

## Campeão
| EuroBasket 1946 Campeões |
| ------------------------ |
| Checoslováquia 1º Titulo |